# Estádio Pier Cesare Tombolato
O Estádio Piercesare Tombolato é um estádio multiuso localizado em Cittadella, comuna [município] na província de Pádua, região de Vêneto, na Itália. A praça esportiva, usada principalmente para o futebol, pertencente a Comuna de Cittadella, foi inaugurada em 1981 e tem capacidade aproximada para 7 623 espectadores. É a casa do clube de futebol local, Associazione Sportiva Cittadella, desde a temporada de 1981–82 e principal instalação esportiva da comuna de Cittadella.

## História
Inaugurado na temporada de 1981–82, quando a Cittadella estava na Interregionale (a atual Série D), o local foi a casa do clube, com exceção das temporadas de 2000–01 e 2001–02 da Série B, quando o Cittadella usou o Estádio Euganeo, em Pádua, nos seus jogos como mandante.
A partir do campeonato da Série B de 2008–09, a capacidade do estádio foi aumentada para cerca de 7.623 lugares para garantir que o time e os torcedores não tivessem que voltar novamente para Pádua. A primeira partida do Cittadella na Série B no "Piercesare Tombolato" foi disputada em 29 de novembro de 2008 contra o Ancona.

### Origem do nome
O estádio leva o nome de Piercesare Tombolato, um ex-goleiro originário de Cittadella, que morreu de complicações posteriores oriundas de uma colisão com um jogador rival em uma partida em 1957.